# Women & Children Last
Albums de Murderdolls
Beyond the Valley of the Murderdolls
(2002)
Women & Children Last est le deuxième album de Murderdolls, sorti le 31 août 2010 chez Roadrunner Records.
Le titre de cet album, ainsi que sa pochette, font référence à l'album Women and Children First du groupe de hard rock Van Halen : on peut voir que Joey Jordison prend la même position qu'Eddie Van Halen, en brandissant sa guitare.
La version collector de l'album contient trois chansons supplémentaires, ainsi qu'un DVD reprenant des moments du premier concert que le groupe a donné à la suite de sa reformation, le 17 juin 2010 au Key Club à Hollywood.

## Titres des chansons
1. The World According To Revenge
2. Chapel of Blood
3. Bored 'Til Death
4. Drug Me To Hell
5. Nowhere
6. Summertime Suicide
7. Death Valley Superstars
8. My Dark Place Alone
9. Blood-Stained Valentine
10. Pieces of You
11. Homicide Drive
12. Rock'n'Roll Is All I Got
13. Nothing's Gonna Be All Right
14. Whatever You Got, I'm Against It
15. Hello, Goodbye, Die

### Bonus tracks (édition collector)
- Motherfucker See, Motherfucker Do
- The Funeral Ball
- A Moment of Violence

### Live at the Key Club, Hollywood (DVD bonus, disponible avec l'édition collector)
- The World According To Revenge
- Chapel of Blood
- Twist My  Sister
- My Dark Place Alone
- She Was a Teenage Zombie
- Die My Bride
- Dead In Hollywood